# Iglauer Berge
Die Iglauer Berge (Tschechisch: Jihlavské vrchy) bilden das höchste Gebirge der Böhmisch-Mährischen Höhe.
Die Iglauer Berge liegen 10 km nordwestlich von Teltsch (Telč) und 10 km südwestlich von Triesch (Třešť). Der größte Teil der Iglauer Berge ist ununterbrochen bewaldet.
Der höchste Gipfel der Hügel und des gesamten böhmisch-mährischen Hochlandes ist der Jaborschützberg (Javořice, 837 m), auf dessen Spitze ein 166 m hoher Fernsehsender von weitem sichtbar ist. Auf dem Šacberk (Schatzberg) befindet sich ein Skiareal.
In der Umgebung befinden sich die Burg Rosenstein und die Ruinen der Burg Sternberg. Im südlichen Teil der Berge gibt es viele alte Steinbrüche für Granit, in Mrákotín wird noch Granit abgebaut.

## Geschichte
Das Erzvorkommen in der Iglauer Bergen führt zur Entwicklung des Bergbaus, der durch deutsche Siedler vorangetrieben wurde. Bereits im frühen 13. Jahrhundert war der Bergbau in vollem Gange. Das hier entwickelte Iglauer Bergrecht bildete die rechtliche Grundlage für einen großen Teil der mitteleuropäischen Bergbaureviere, auch für das Kuttenberger Bergrecht.
Nach der Vertreibung der Deutschen aus der Tschechoslowakei zeugen zahlreiche auf deutsche Namen zurückgehende Toponyme von den einstigen deutschen Bewohnern der Region.

## Geomorphologie
Die Iglauer Berge sind in drei geomorphologische Gebiete unterteilt. Den östlichen Teil bilden die Řásenská vrchovina, den mittlerer Teil die Mrakotiner Berge (Mrákotínská sníženina) und den südlichen Teil die Piwnitzky-Bergs (Pivničky) südlich von Klatowetz (Klatovec-Světlá). Die Mrakotiner Berge weisen zahlreiche Felsformationen auf. Weitere Berge sind der Michelberg Míchův vrch (786 m), Michowa Skala (Míchova skála, 773 m), Rosenstein (Roštejn, 727 m), Mrchatina (715 m), Sternberg (Štamberk, 717 m), Nikolowberg Nekolův kopec (668 m), Skalka (686 m).